# Diospyros hebecarpa
Diospyros hebecarpa är en tvåhjärtbladig växtart som beskrevs av Allan Cunningham och George Bentham. Diospyros hebecarpa ingår i släktet Diospyros och familjen Ebenaceae. Inga underarter finns listade i Catalogue of Life.